# Groß Niendorf (Holstein)
Groß Niendorf ist eine Gemeinde im Kreis Segeberg in Schleswig-Holstein. Die Gemeinde Groß Niendorf hat keine weiteren Ortsteile.

## Geografie und Verkehr
Groß Niendorf liegt in der Nähe der Stadt Bad Segeberg in einer ausgedehnten Moorlandschaft. Das an der Bundesstraße 432 gelegene Dorf ist umgeben von einer Moorlandschaft, in der lange Zeit der Birkhahn zu finden war. Die Groß Niendorfer Au teilt den Ort in zwei Ortsteile. Wo heute die Teiche für die Oberflächenentwässerung „Auendiek“ angelegt sind, war früher anstelle einer Brücke eine Furt durch das Wasser. Alle diese Merkmale finden sich im Wappen der Gemeinde wieder.

## Geschichte
Die Gemeinde Groß Niendorf (früher auch Nindörp oder Nyendorpe) wurde urkundlich erstmals im Jahre 1249 erwähnt. Sie wurde überwiegend geprägt durch landwirtschaftliche Betriebe mit den dazugehörenden typischen Fachwerkhäusern und Katen, die als kombinierte Wohn- und Wirtschaftsgebäude genutzt wurden. Einige davon sind nach zahlreichen Bränden nicht im alten Stil wieder aufgebaut, andere sind wegen Baufälligkeit abgerissen worden. In einer dieser zum Hof Stolten gehörenden Katen wurde der Maler Christian Rohlfs (1849–1938) geboren.

## Politik

### Gemeindevertretung
Bei der Kommunalwahl am 14. Mai 2023 wurden insgesamt neun Sitze vergeben. Von diesen erhielt die Absolut unabhängige Wählergemeinschaft Groß Niendorf fünf Sitze und die Aktuelle Wählergemeinschaft Groß Niendorf vier Sitze.

### Wappen
Blasonierung: „In Silber ein blauer Wellenbalken, darüber die Giebelseite eines Bauernhauses mit schwarzem Dach unter Giebelbrettern in Form von abgewendeten Pferdeköpfen über silbernem Eulenloch, roter Mauerung zwischen schwarzem Fachwerk und silbernem Dielentor mit schwarzer Schlupftür; darunter ein Birkhahn in Imponierstellung mit schwarzem Gefieder, silbernen Schwanzfedern und roter Kopfzeichnung.“

## Wirtschaft
Das Gemeindegebiet ist überwiegend landwirtschaftlich geprägt. Der Anteil der Landwirtschaft hat in den letzten Jahren aber stark nachgelassen.

## Sehenswürdigkeiten
In der Liste der Kulturdenkmale in Groß Niendorf (Holstein) stehen die in der Denkmalliste des Landes Schleswig-Holstein eingetragenen Kulturdenkmale.

## Söhne und Töchter der Gemeinde
- Christian Rohlfs (1849–1938), Maler des Expressionismus
- Dieter Rittscher (* 1945), Wirtschaftsmanager